# Torneo del Inca Promoción y Reserva 2014
El Torneo del Inca Promoción y Reserva de fútbol del Perú 2014 es la primera edición de este torneo. Se inició el viernes 14 de febrero y finalizó el 29 de mayo. Esta edición se jugó en paralelo al Torneo del Inca 2014.

## Sistema de Campeonato
- Se forman dos grupos de manera idéntica al Torneo Inca de Primera.

- Cada grupo juega bajo el sistema de todos contra todos (14 Fechas, partidos de ida y vuelta).

- Entre los ganadores de cada grupo se juega un partido definitorio, a efectos de definir al ganador y segundo del Torneo. Este partido se jugará de preliminar del partido definitorio del torneo de primera.

- Al ganador se le otorgara 2 puntos y al perdedor 1, el cual se le asignara para la Segunda Etapa (Torneo Descentralizado de Reserva).

## Equipos participantes
| Club                                                                 | Ciudad    | Entrenador         | Estadio                   | Aforo  |
| -------------------------------------------------------------------- | --------- | ------------------ | ------------------------- | ------ |
| Alianza Lima                                                         | Lima      | Jaime Duarte       | Alejandro Villanueva      | 35.000 |
| Cienciano                                                            | Cusco     | Martín García      | Municipal de Urcos        | 10.000 |
| FBC Melgar                                                           | Arequipa  | Miguel Miranda     | Monumental UNSA           | 60.000 |
| Inti Gas                                                             | Ayacucho  | Nolberto Tullo     | Ciudad de Cumaná          | 15.000 |
| Juan Aurich                                                          | Chiclayo  | Daniel Valderrama  | Elías Aguirre             | 25.000 |
| León de Huánuco                                                      | Huánuco   | César Chacón       | Heraclio Tapia            | 25.000 |
| Los Caimanes                                                         | Olmos     | Johano Bermúdez    | Francisco Mendoza Pizarro | 5.000  |
| Real Garcilaso                                                       | Cusco     | Martín Vega        | Municipal de Urcos        | 10.000 |
| San Simón                                                            | Moquegua  | Julio Espinoza     | 25 de Noviembre           | 21.000 |
| Sport Huancayo                                                       | Huancayo  | Abilio Meneses     | Huancayo                  | 20.000 |
| Sporting Cristal                                                     | Lima      | Francisco Melgar   | Alberto Gallardo          | 18.000 |
| Archivo:600px Bisection vertical White HEX-FF0000.svg Unión Comercio | Moyobamba | Raymundo Paz       | IPD de Moyobamba          | 6.000  |
| U. César Vallejo                                                     | Trujillo  | Marcelo Asteggiano | Mansiche                  | 25.000 |
| U. San Martín                                                        | Lima      | Orlando Lavalle    | Miguel Grau               | 18.000 |
| UTC de Cajamarca                                                     | Cajamarca | José Salas         | Héroes de San Ramón       | 12.000 |
| Universitario                                                        | Lima      | Carlos Silvestri   | Monumental                | 80.093 |

## Torneo del Inca Reservas

### Grupo A
|    | Equipo           | PJ | G  | E | P  | GF | GC | Dif | Pts |
| -- | ---------------- | -- | -- | - | -- | -- | -- | --- | --- |
| 1º | Sporting Cristal | 14 | 10 | 2 | 2  | 32 | 14 | +18 | 32  |
| 2º | León de Huánuco  | 14 | 7  | 4 | 3  | 27 | 15 | +12 | 25  |
| 3º | Juan Aurich      | 14 | 7  | 1 | 6  | 28 | 18 | +10 | 22  |
| 4º | Real Garcilaso   | 14 | 6  | 2 | 6  | 18 | 32 | -14 | 20  |
| 5º | Inti Gas         | 14 | 5  | 4 | 5  | 18 | 25 | -7  | 19  |
| 6º | Unión Comercio   | 14 | 4  | 4 | 6  | 20 | 25 | -5  | 16  |
| 7º | Alianza Lima     | 14 | 4  | 3 | 7  | 23 | 17 | +6  | 15  |
| 8º | San Simón        | 14 | 3  | 0 | 11 | 18 | 38 | -20 | 9   |

|                  | AL  | INT | JA  | LHU | RG   | SS  | SC  | UC  |
| ---------------- | --- | --- | --- | --- | ---- | --- | --- | --- |
| Alianza Lima     |     | 1-1 | 0-1 | 1-1 | 10-0 | 4-1 | 1-0 | 1-1 |
| Inti Gas         | 2-0 |     | 2-2 | 2-1 | 1-1  | 3-1 | 1-2 | 1-0 |
| Juan Aurich      | 2-1 | 4-0 |     | 1-0 | 6-0  | 2-3 | 1-2 | 1-0 |
| León             | 1-0 | 2-0 | 2-1 |     | 4-1  | 1-0 | 1-2 | 4-1 |
| Real Garcilaso   | 1-0 | 1-2 | 1-0 | 1-1 |      | 6-1 | 1-0 | 2-1 |
| San Simón        | 1-3 | 4-0 | 1-3 | 2-6 | 1-0  |     | 0-2 | 0-2 |
| Sporting Cristal | 3-1 | 4-1 | 2-1 | 2-2 | 5-2  | 2-0 |     | 4-0 |
| Unión Comercio   | 2-0 | 2-2 | 4-3 | 1-1 | 0-1  | 4-3 | 2-2 |     |

|  | Zona de clasificación a partido definitorio. |

### Grupo B
|    | Equipo           | PJ | G | E | P | GF | GC | Dif | Pts |
| -- | ---------------- | -- | - | - | - | -- | -- | --- | --- |
| 1º | Universitario    | 14 | 8 | 4 | 2 | 21 | 10 | +11 | 28  |
| 2º | U. San Martín    | 14 | 7 | 4 | 3 | 21 | 9  | +12 | 25  |
| 3º | FBC Melgar       | 14 | 7 | 3 | 4 | 19 | 14 | +5  | 24  |
| 4º | Cienciano        | 14 | 7 | 3 | 4 | 13 | 16 | -3  | 24  |
| 5° | Los Caimanes     | 14 | 5 | 4 | 5 | 29 | 20 | +9  | 19  |
| 6º | U. César Vallejo | 14 | 4 | 3 | 7 | 20 | 23 | -3  | 15  |
| 7º | UTC de Cajamarca | 14 | 3 | 2 | 9 | 11 | 19 | -8  | 11  |
| 8º | Sport Huancayo   | 14 | 2 | 3 | 9 | 10 | 33 | -23 | 9   |

|                  | CIE | MEL | LC  | SHU | UCV | USM | U   | UTC |
| ---------------- | --- | --- | --- | --- | --- | --- | --- | --- |
| Cienciano        |     | 2-1 | 0-3 | 1-0 | 1-0 | 3-1 | 1-1 | 1-1 |
| Melgar           | 1-0 |     | 1-0 | 1-0 | 2-0 | 0-1 | 1-1 | 1-1 |
| Los Caimanes     | 3-0 | 1-1 |     | 7-0 | 4-2 | 1-5 | 3-0 | 2-0 |
| Sport Huancayo   | 0-1 | 0-6 | 1-1 |     | 3-3 | 0-0 | 2-0 | 0-1 |
| U. César Vallejo | 0-1 | 0-2 | 4-4 | 4-0 |     | 0-0 | 1-2 | 4-1 |
| U. San Martín    | 0-0 | 5-1 | 1-0 | 5-1 | 0-1 |     | 0-0 | 2-1 |
| Universitario    | 4-0 | 3-0 | 1-1 | 2-1 | 3-0 | 1-0 |     | 2-0 |
| UTC              | 3-0 | 0-1 | 2-1 | 1-2 | 0-1 | 0-1 | 0-1 |     |

|  | Zona de clasificación a partido definitorio. |

### Partido definitorio
Entre los ganadores de cada grupo se juega 1 partido definitorio, a
efectos de definir al ganador y segundo del Torneo. Este partido se
jugará de preliminar del partido definitorio del torneo de mayores.
Al ganador se le otorgara dos puntos y al perdedor un punto el cual se la asignara al equipo principal en el Campeonato Descentralizado.
| 29 de mayo de 2014, 20:00 | Sporting Cristal                                                                             | (0:0) (t. s.)(0:0 t. s.)(5:6 p.) | Universitario                                                                                      | Estadio Nacional, Lima       |  |
|                           |                                                                                              |                                  | | Árbitro(s): Augusto Menendez |  |
|                           |                                                                                              | Tiros desde el punto penal       | |                              |  |
|                           | Villanueva · Ccapacca · Sandoval · Succar · Cossio · Urquiaga · Bernaola · Silva · Vásquez · |                                  | Saco-Vértiz · Camino · Guarderas · Núñez · Huamantica · Dávila · Esparza · Diez Canseco · Reátegui |                              |  |

|                                       |
| Campeón                               |
| Universitario de Deportes 1.er título |